# Distrikt Pucalá
Der Distrikt Pucalá liegt in der Provinz Chiclayo in der Region Lambayeque im Nordwesten von Peru. 

## Geografie
Der Distrikt erstreckt sich über eine Fläche von 175 km² und liegt zentral in der Provinz Chiclayo. Der Río Reque, südlicher Mündungsarm des Río Chancay, durchquert den nordwestlichen Teil des Distrikts. Der Río Lambayeque, der nördliche kanalisierte Mündungsarm des Río Chancay, fließt entlang der nördlichen Distriktgrenze nach Westen. Das Trockental der Quebrada de Agua Salada bildet den südöstlichen Teil des Distrikts.
Der Distrikt Pucalá grenzt im Südwesten an den Distrikt Saña, im Westen an den Distrikt Tumán, im Nordwesten an den Distrikt Pátapo, im Nordosten an den Distrikt Chongoyape, im Südosten an den Distrikt Oyotún sowie im zentralen Süden an den Distrikt Cayaltí.
Beim Zensus 2017 wurden 8927 Einwohner gezählt. Zehn Jahre zuvor lag die Einwohnerzahl bei 9272. Sitz der Distriktverwaltung ist die 82 m hoch gelegene Kleinstadt Pucalá mit 6559 Einwohnern (Stand 2017). Pucalá liegt etwa 25 km östlich der Regions- und Provinzhauptstadt Chiclayo.
Im Distrikt wird bewässerte Landwirtschaft betrieben.

## Geschichte
1916 nahm die Bahnstrecke Pimentel–Pucalá ihren Betrieb auf, womit die Gemeinde Pucalá und ihr Umland – der heutige Distrikt Pucalá – Bahnanschluss nach Chiclayo und zum Hafen von Pimentel erhielten. Die Bahn wurde im Bereich von Pucalá in den 1970er Jahren aufgegeben.
Der Distrikt wurde am 29. Januar 1998 aus Teilen des Distrikts Saña gebildet.